# Fahlschwanzkolibri
Der  Fahlschwanzkolibri (Boissonneaua flavescens) ist eine Vogelart aus der Familie der Kolibris (Trochilidae). Die Art hat ein großes Verbreitungsgebiet, das etwa 384.000 Quadratkilometer in den südamerikanischen Ländern Ecuador, Kolumbien und Venezuela umfasst. Der Bestand wird von der IUCN als „nicht gefährdet“ (least concern) eingeschätzt.

## Merkmale
Der Fahlschwanzkolibri erreicht eine Körperlänge von etwa 11 bis 11,4 Zentimetern. Der gerade, relativ dicke Schnabel wird etwa 16 bis 18 Millimeter lang. Die Oberseite ist glänzend grün. Hinter den Augen hat der Kolibri einen eher unauffälligen weißen Fleck. Der Flügelbug und das Unterteil des Flügels sind gelbbraun gefärbt. Der Hals funkelt grün und wird an der Brust glänzend. Der Bauch ist grau bis gelbbraun und weist grüne Sprenkel auf. Die inneren Steuerfedern sind bronzegrün und werden auch außen gelbbraun mit bronzefarbenen Flecken.

## Habitat
Der Fahlschwanzkolibri bewegt sich in feuchten Wäldern sowie Waldrändern. Er ist in Höhen von 2000 bis 3500 Metern zu beobachten. Die Wälder, in denen er beheimatet ist, gehören zur subtropischen Klimazone Südamerikas, wo er sowohl an den West- als auch an den Osthängen der Anden zu finden ist.

## Verhalten
Der Fahlschwanzkolibri ist an Blüten relativ territorial. Man findet ihn meist in den Baumkronen. Auf Waldlichtungen sieht man ihn auch in tieferen Straten. Nach Landungen spreizt er ein bis zwei Sekunden seine Flügel. Vorzugsweise klammert er sich während der Nahrungsaufnahme fest und hebt dabei ebenfalls die Flügel. Die Blüten, die er anfliegt, befinden sich im mittleren und oberen Bereich der Baumkronen. Trotz seiner beachtlichen Aggressivität, sammelt er auch zusammen mit anderen Kolibris an blühenden Bäumen. Erscheint ein Fahlschwanzkolibri-Weibchen, wird es vom Männchen umrundet. Später landet das Männchen nahe dem Weibchen und zwitschert. Dies geht später in eine Art Summen über.

## Unterarten

Verbreitungsgebiet des Fahlschwanzkolibris

Es sind bisher zwei Unterarten des Fahlschwanzkolibris bekannt:
- Boissonneaua flavescens flavescens (Loddiges, 1832)
- Boissonneaua flavescens tinochlora  (Oberholser, 1902)

Die Nominatform B. f. flavescens findet sich im Nordwesten Venezuelas im Bundesstaat Mérida sowie in Kolumbien. Außerdem ist sie in Ecuador ausschließlich an den Osthängen bei Pan de Azúcar nahe dem Vulkan Sumaco präsent. Im Südwesten Kolumbiens und an den Gebirgshängen der Westanden Ecuadors findet sich die Subspezies B. f. tinochlora. In Ecuador ist sie im westlichen Teil der Provinz Cotopaxi beobachtet worden.

## Etymologie und Forschungsgeschichte
George Loddiges beschrieb den Kolibri ursprünglich unter dem Namen Trochilus flavescens. Das Typusexemplar erhielt er aus der Sammlung von John Gould und es stammte aus Popayán. Die Bälge, die Harry Church Oberholser bei seiner Beschreibung der Unterart zur Verfügung standen, stammten aus der Gegend des Vulkans Corazón in der Provinz Pichincha. Der Gattungsname Boissonneaua wurde zur Ehren des Okularisten, Ornithologen und Naturalienhändlers Auguste Boissonneau vergeben. Das lateinische Artepitheton flavescens stammt von flavus für „gelb, golden“ ab. Das Wort tinochlora leitet sich von den griechischen Wörtern τείνω teínō für „ausbreiten“ und χλωρός chlōrós für „grün“ ab.